# Helin Kandemir
Helin Kandemir (Istanbul, 2 giugno 2004) è un'attrice e doppiatrice turca, nota per aver interpretato il ruolo di Kibrit / Dilara nella serie My Home My Destiny (Doğduğun Ev Kaderindir).

## Biografia
Nata nel 2004 a Istanbul (Turchia) dalla madre Ebru Uğurlu e dal padre Murat Kandemir, Helin ha una sorella minore. Il padre è deceduto il 27 febbraio 2023, all'età di quarantasette anni, a causa della leucemia.
Ha iniziato a recitare all'età di nove anni in teatro e nel 2017 si è diplomata al liceo. Nello stesso anno ha fatto il suo debutto come attrice sul piccolo schermo dopo essere stata scelta per interpretare il ruolo di Pelin Akıncı nella serie in onda su Kanal D İsimsizler. Nel 2018 ha doppiato il personaggio di Ezran nella web serie animata di Netflix Ejderhalar Prensi, il personaggio di Sam nel film Fast & Furious - Hobbs & Shaw (Fast & Furious Presents: Hobbs & Shaw) e quello di Genç Shirley nella web serie di Netflix The Haunting.
Nel 2018 e nel 2019 ha interpretato il ruolo di Elif Yürekli nella serie in onda su Kanal D Bir Litre Gözyaşı e quello di Ceylan nella web serie di Netflix The Protector (Hakan: Muhafız). Nel 2019 ha doppiato il personaggio di Nala da ragazza nel film d'animazione Il re leone (The Lion King). Nello stesso anno ha interpretato il ruolo di Havva nel film Kız Kardeşler diretto da Emin Alper. Per quest'ultimo film ha vinto il premio come Miglior attrice all'Istanbul International Film Festival.
Dal 2019 al 2021 è stata scelta per interpretare il ruolo di Kibrit / Dilara nella serie in onda su TV8 My Home My Destiny (Doğduğun Ev Kaderindir), insieme agli attori Demet Özdemir, İbrahim Çelikkol ed Engin Öztürk. Nel 2020 ha doppiato il personaggio di Daphne da ragazza nel film d'animazione Scooby! e quello di Madeleine nella web serie di Netflix La Révolution. L'anno successivo, nel 2021, ha interpretato il ruolo di Cemre Fırtına nella serie in onda su Star TV Kağıt Ev e quello di Mevsim Baykan nella serie in onda su Fox Elbet Bir Gün. Nello stesso anno ha interpretato il ruolo di Cansu nel film di Netflix Azizler diretto da Durul Taylan e Yagmur Taylan.
Nel 2022 ha ricoperto il ruolo di Leyla Pınar nella serie in onda su Star TV Duy Beni e quello di Elena nella web serie di Netflix L'Impero Ottomano (Rise of Empires: Ottoman). Nello stesso anno ha interpretato il ruolo di Hande nel film di Netflix Lezioni private (Özel Ders) diretto da Kivanç Baruönü. Nello stesso anno ha doppiato il personaggio di Meilin "Mei" Lee nella serie animata Red, quello di Erin Tieng nella web serie di Prime Video Paper Girls, quello di Gaby nella web serie di Netflix Benvenuti a Eden (Bienvenidos a Edén), quello di María Guadalupe nella web serie di Disney+ It Was Always Me (Siempre fui yo), quello di Carol nella web serie di Disney+ All the Same... or Not, quello di Moya nel film d'animazione di Netflix Riverdance: Animasyon Macera e quello di Gia nella web serie di Netflix Boo, Bitch.
Nel 2023 ha interpretato il ruolo di Nihal nel film di Prime Video Bihter - A Forbidden Passion (Bihter) diretto da Mehmet Binay e Caner Alper. Nel 2024 ha recitato nello spettacolo teatrale Balina. Nel 2024 e nel 2025 ha accettato di interpretare il ruolo di Sümbül nella serie in onda su Now Şakir Paşa Ailesi: Mucizeler ve Skandallar. Nel 2025 ha ricoperto il ruolo di Zehra nella web serie di Netflix Enciclopedia di Istanbul (İstanbul Ansiklopedisi) e quello di Özlem Demiray nel film Aşkın Yüzü diretto da Emre Erdogdu. Nello stesso anno ha recitato nel film Cinlerin Düğünü diretto da Ferit Karahan.

## Filmografia

### Attrice

#### Cinema
- Kız Kardeşler, regia di Emin Alper (2019)
- Azizler, regia di Durul Taylan e Yagmur Taylan (2021)
- Lezioni private (Özel Ders), regia di Kivanç Baruönü (2022)
- Bihter - A Forbidden Passion (Bihter), regia di Caner Alper e Mehmet Binay (2023)
- Aşkın Yüzü, regia di Emre Erdogdu (2025)
- Cinlerin Düğünü, regia di Ferit Karahan (2025)

#### Televisione
- İsimsizler – serie TV, 13 episodi (Kanal D, 2017)
- Bir Litre Gözyaşı – serie TV, 15 episodi (Kanal D, 2018-2019)
- My Home My Destiny (Doğduğun Ev Kaderindir) – serie TV, 34 episodi (TV8, 2019-2021)
- Kağıt Ev – serie TV, 8 episodi (Star TV, 2021)
- Elbet Bir Gün – serie TV, 6 episodi (Fox, 2021)
- Duy Beni – serie TV, 20 episodi (Star TV, 2022)
- Şakir Paşa Ailesi: Mucizeler ve Skandallar – serie TV (Now, 2024-2025)

#### Web TV
- The Protector (Hakan: Muhafız) – web serie, 6 episodi (Netflix, 2018-2019)
- L'Impero Ottomano (Rise of Empires: Ottoman) – web serie, 4 episodi (Netflix, 2020)
- Enciclopedia di Istanbul (İstanbul Ansiklopedisi) – web serie, 8 episodi (Netflix, 2025)

### Doppiatrice

#### Cinema
- Fast & Furious - Hobbs & Shaw (Fast & Furious Presents: Hobbs & Shaw), regia di David Leitch (2018)
- Il re leone (The Lion King), regia di Jon Favreau (2019)
- Scooby! (Scoob!), regia di Tony Cervone (2020)
- Red (Turning Red), regia di Domee Shi (2022)
- Riverdance: Animasyon Macera, regia di Dave Rosenbaum (2022)

#### Web TV
- Ejderhalar Prensi – web serie animata (Netflix, 2018)
- The Haunting – web serie (Netflix, 2018)
- La Révolution – web serie (Netflix, 2020)
- Paper Girls – web serie (Prime Video, 2022)
- Benvenuti a Eden (Bienvenidos a Edén) – web serie (Netflix, 2022)
- It Was Always Me (Siempre fui yo) – web serie (Disney+, 2022)
- All the Same... or Not – web serie (Disney+, 2022)
- Boo, Bitch – web serie (Netflix, 2022)

## Teatro
- Balina, presso lo Zorlu PSM (2024)

## Doppiatrici italiane
Nelle versioni in italiano dei suoi film e delle sue serie TV, Helin Kandemir è stata doppiata da:
- Laura Cherubelli[39] in Lezioni private[40]
- Beatrice Maruffa[41] in My Home My Destiny[42]
- Monica Volpe[43] in Bihter - A Forbidden Passion
- Margherita De Risi[44] in Enciclopedia di Istanbul[45]

## Riconoscimenti
- Altın 61
  - 2023: Vincitrice come Miglior attrice non protagonista dell'anno per la serie Duy Beni[46]
  - 2023: Vincitrice come Miglior attrice non protagonista dell'anno per la serie L'Impero Ottomano (Rise of Empires: Ottoman)[46]
  - 2023: Vincitrice come Miglior attrice non protagonista dell'anno per il film Lezioni private (Özel Ders)[46]
- Ayaklı Gazete Ödülleri
  - 2025: Vincitrice del Premio speciale per la performance[47]
- Istanbul International Film Festival
  - 2019: Vincitrice come Miglior attrice per il film Kız Kardeşler con Cemre Ebuzziya ed Ece Yüksel[16]
- Premio GSÜ EN
  - 2025: Vincitrice come Miglior artista teatrale dell'anno emergente per lo spettacolo Balina[48]
- Sadri Alisik Theatre and Cinema Awards
  - 2024: Candidata come Miglior attrice teatrale non protagonista dell'anno per lo spettacolo Balina[49]